# Прабугари
Прабугари, Булгари или врло ретко Болгари, била су туркијска полуномадска племена која су првобитно живела на просторима централне Азије, а у 2. веку су се населила око реке Волге и у севернокавкаским степама. Доласком Прабугара на тло Балкана дошло је до етногенетског мешања са Трачанима и Словенима и настанка данашњих Бугара.

## Етногенеза и лингвистика
Порекло етнонима Булгар, ко је био оригинални назив за Прабугаре, је нејасно, па зато за њега има више претпоставки. Једна е да реч долази од реке Волге, где су били једно време Прабугари насељени. Такође реч булга (куна) означава животињу чијим крзном су Прабугари трговали у својој прадомовини — централној Азији. Према бугарским историчарима термин Прабугари означава несловенски народ Бугара, па се тако та реч употребљава у Бугара који говоре словенским језиком. Резултат словенизације и похришћавања у 9. веку је био и преименовање термина Булгари у Бугари.
Оригинални језик Прабугара је данас изумро.
Иранска теорија говори да језик Прабугара потиче из сатемске (иранске) групе и да су они иранско племе, а турцизме у њиховом језику се објашњавају хунском војном превлашћу. По тој теорији, Прабугари долазе из планинског венца Хиндукуша и Памира, а њихов бог Тангра је истог порекла као и сумерски бог Дингир (сумерски: 𒀭, касније).
Већина ипак сматрају да је тај језик био из групе туркијских огурских језика, чији једини ближњи је преживели чувашки језик на Уралу. Језик Прабугара је данас очуван на неким каменим записима. На тим записима се налазе и неке речи који потврђују туркијски извор прабугарског језика (таркан, боритаркан, ичергубоил, кан).
Прабугари су користили 12-годишњи циклични календар, којег су преузели од племена из Кине, а главно божанство им је било Тангра, које је било врло познато и код осталих туркијских племена.

## Досељавање у Европу
Крајем 2. века део Прабугара преселио се у источну Европу, тачније око Кавказа између реке Дњестар и Волге — Волшки Прабугари. Први пут су поменути у неком римском летопису 354. Између 351. и 389. део Прабугара је прешао Кавказ и населио се у Јерменији. Топоними показују да су и остали, али су се асимиловали са Јерменима. Због притиска Хуна у 4. веку, део Прабугара се одселио из централне Азије и населио око Дона, где су били и бољи животни услови. При томе су наводно асимиловали тамошње остатке Сармата. Неки Прабугари остају на тим местима, док се остали насељавају са Хунима у Панонији. Тамо су били између 377. и 453. учесници хунских пустошења по централној и западној Европи. Након смрти хунског поглавара Атиле, Прабугари се насељавају у југоисточни део Европе.

## Културни утицај
Становништво источнобалканског типа заузима области на истоку од Тимока до Црног мора и на северу од Дунава до долине планина Родопи и Пирина, које су отворене према Егејском мору. Његова је права колевка доњодунавска плоча. Ту се формирао словенски бугарски народ, где се развила бугарска држава.

#### Утицај географске средине
Доњодунавска плоча је једноставна област, много слабије израженог рељефа него остали делови полуострва, врло оскудна шумама и великим делом са степском климом. То је учинило да је њено становништво, насељено још почетком средњег века, постало земљорадничко. Она је допринела утврђивању централне власти која је била способна да одржи круту стегу, али је после исто тако привукла страног освајача. Због свога географског положаја ова је област одржала везе са Византијом и Малом Азијом, са јужном Русијом и са туранским народима. Њена историја се стално мешала са историјом ових земаља и народа. Словенима који су заузели доњнодунавску плочу придолазили су једно за другим турански Прабугари, Кумани, Печенези и Татари Златне хорде, који су се мање или више утопили у ово словенско становништво. Више него све остало балканско становништво они су имали да се боре са Византијом и на њих је најпре наишла турска најезда. Исто су се тако међу њима населиле Османлије у највећем броју. Због таквог географског положаја Бугари нису захваћени ни културним утицајем Ренесансе, који се осетио код Јужних Словена на западу. Напротив, више него сви остали Бугари су прожети турско-источњачким утицајима. Док су њихови западни суседи били под влашћу Турске, Млетака и Аустроугарске, они су сви остали само под турском влашћу. Због тога је цивилизација Бугара остала једноставнија.

#### Фолклор
Уместо лаког и широког одела, Јужни Словени на западу носе тешко одело од шајка, неукусно скројено али топло. То је најтоплије одело на Балканском полуострву. Чак се и лети топло одевају шта даје утисак са високим азијским заравнима.
Иако Бугари и Јужни Словени на западу имају заједничку језичку основу, између бугарског и српског језика има разлика. Оне су резултат различног развитка који је настао од почетка средњег века. Другачије је и дружтвено уређење, нарочито, после најезде Турака. Вроватно је било друкчије још у доба бугарске државе у средњем веку.

#### Слава, племена и преци
У Бугарској нема племена и задруга, а то је имало очевидних последица за породични живот. Бугари немају славе и не сећају се својих далеких предака.

#### Етничка стапања народа
Међу Словене на доњодунавској плочи су дошле многе групе становништва туранског порекла, а најпре Прабугари.
То је био азијски народ, сродан Хунима, Аварима, Куманима и Печенезима. Напустившки Азију, заджали су се на Волги, где су основали државу Стару Велику Бугарску, а затим и Поволшку Бугарску. Један део ових Прабугара се поновно одселио према југозападу и после многих пустоловина и дужег боравка на левој обали Дунава населио се на другој обали ове реке где је основао Прво бугарско царство. Прабугарски канови су били неограничени господари, одвојени од својих поданика са врло строгим источњачким дворским прописима. Имали су и врло дисциплиновану војску. Пошто су наметнули своју власт доњодунавским Словенима, појачали су ову војску прикупљајући је у новој средини и почели су се ширити на Балканском полуострву. Ови су се номади претопили у Словене усред укрштања са њима, нарочито бавећи се земљорадњом и усвојивши начин живота доњодунавске плоче. Поред тога усвојили су исто тако и њихов језик, али су Прабугари дали Словенима своје име и нешто од менталитета.
У првом периоду своје историје, од 681. године до цара Бориса I (владање 852-889), Прабугари су господарили судбином ове заједнице, под кановима Аспарухом, Тервелом, Кормесијом, Севаром, Кормисошом, Винехом, Телецом, Савином, Умором, Токтуом, Паганом, Телеригом, Кардамом, Крумом, Омуртагом, Маламиром и Персијаном. Покорени Словени нису имали никаква удела у државним пословима. Превласт Прабугара, већ увелико пословењених, осећа се и после смрти цара Симеона I; за време малолетства његовог сина Петра I Бугарског је управљао Прабугарин Сурвусул. Најезда Кумана и Печенега у 11. веку је мало изменила словенско-прабугарску мешавину која је веч била позната под именом Бугари. Они су се раширили чак и западно од реке Искаре, у један део од шопских крајева. Године 1048. печењешки кан Кеген (или Келен) са 20 хиљада војника примио је хришћанство и настанио се усред Бугара, у околини Силистре. Године 1064. многобројни Кумани пређу Дунав и око 60.000 од њих се насели у Северној Бугарској и у околини Пловдива и Једрена. Многи су се Кумани раширили по Добруџи, Северна Бугарска је била скоро покумањена, и слив реке Марице су испунили Кумани. Примивши хришћанство Кумани и Печенези су се полако бугаризовали. За време бугарских царева влашког порекла, Јована Асена I и Петра IV (владар 1185-1197), још увек су се држали у компактним масама и чинили велики део бугарске војске. Чак и 1206. године је бугарска војска цара Калојана била састављена готово једино од Кумана. Десељени Кумани су били врло моћни још и у 13. веку. Један од њихових вођа, Ђорђе I Тертер, крунисан је 1280. године за бугарскога цара. Али други претенденти, помогнути од Татара Златне хорде продрли су у Бугарску и цар Ђорђе I Тертер је био приморан да уда своју кћер за сина хана Ногаја и да плаћа данак (1285). У ово време, 1290. године, бојар Шишман, куманског порекла, основао је видинску краљевину и постао Михајло III Шишман.
На Балкану и на Родопима је утвђено и присуство Влаха, који су били многобројни још у 11. и у 12. веку. Они су били појачање Византије, које је населио цар Алексије I Комнин (период владања 1081-1118). Тада је поред Влаха населио и Јермене. Балкански Власи, који су тада чинили вероватно компактну масу, устали су против Византије у 12. веку и са Бугарима су основали влашко-бугарску краљевину династије Асена. Његов брат Калојан је у Трнову крунисан од изасланика папе Иноћентија III, као "Imperator Caloihannes omnium Bulgarorum atque Blachorum" (Цар свих Бугара и Влаха). У Средњој гори и у Родопима је још у 18. веку било влашких села, која су касније бугаризована и тамо данас има врло мало номадских Цинцара. Тако је део бугарских породица, нарочито на Балкану и у Средњој гори, несумњиво влашког порекла. Иначе се чини да је становништво ове две области сачувало више словенскога и да је мањи утицај туранских елемената.
Најзад, источнобалканско становништво је примило у себе и неке Грке, Јермене, Сирце који су већ живели у овим областима или су тамо дошли у току средњег века и за време турске управе, нарочито у маричком сливу.

## Владари
Примањем хришћанске вере владари су добили словенске називе кнез, цар. Први владар који је ујединио прабугарска племена је био кан Кубрат, који је 632. основао каганат - Стару Велику Бугарску.